# 6359 Dubinin
A 6359 Dubinin (ideiglenes jelöléssel 1977 AZ1) egy kisbolygó a Naprendszerben. Nyikolaj Sztyepanovics Csernih fedezte fel 1977. január 13-án.